# Kamienica Kamedułów Bielańskich w Krakowie
Kamienica Kamedułów Bielańskich (znana także jako Kamienica Henikowska, Kamienica Wolskiego) – zabytkowa kamienica znajdująca się w Krakowie, w dzielnicy I przy ulicy Gołębiej 6, na Starym Mieście.

## Historia
Kamienica została wzniesiona w XIV lub XV wieku. W XVI wieku była własnością mieszczańską. Na początku XVII wieku została zakupiona przez marszałka wielkiego koronnego Mikołaja Wolskiego, który w 1630 darował ją ufundowanemu przez siebie klasztorowi kamedułów na Bielanach. Znacznie ucierpiała podczas wielkiego pożaru Krakowa w 1850. Podczas odbudowy otrzymała obecną formę ze skromną eklektyczną fasadą.
6 grudnia 1982 kamienica została wpisana do rejestru zabytków. Znajduje się także w gminnej ewidencji zabytków.

## Architektura
Kamienica reprezentuje styl eklektyczny. Ma dwa piętra. Elewacja frontowa jest trójosiowa. Parter został ozdobiony boniowaniem. W jego pierwszej osi znajduje się kamienny portal o półkolistym zwieńczeniu. Fasada została wsparta dwoma szkarpami. Okna zdobione są gzymsami i pilastrami. Budynek wieńczy gzyms koronujący.